# Hermann Bollé
Hermann Bollé (Köln, 1845. október 18. – Zágráb, 1926. április 17. francia-német származású osztrák építész volt, aki Horvátországban (Zágrábban és Szlavóniában), valamint a mai Vajdaság egyes részein tevékenykedett.

## Élete
Az építőipari iskola elvégzése után H. Wiethase építész műtermébe került, ahol templomok és templomi felszerelések tervezésén dolgozott. 1872-ben Bécsbe került a Képzőművészeti Akadémiára, ahol a híres osztrák építész, Friedrich von Schmidt műtermében dolgozott asszisztenseként. A szakirodalomban gyakran tévesen szerepel, hogy Bollé az említett Akadémián tanult, de a nevét sehol sem említik, sem az Akadémia, sem a közeli Műszaki Egyetem irataiban, ami azt jelenti, hogy Bollénak valójában nem volt hivatalos akadémiai végzettsége. Ráadásul 27 évesen került Bécsbe, mely akkor viszonylag magas kor volt az iskoláztatáshoz. 1875/76-ban Olaszországban dolgozott, ahol megismerkedett Josip Juraj Strossmayer diakovári püspökkel és Isa Kršnjavoggal, akik Horvátországba hívták. Már 1876-ban megérkezett Diakovárra, ahol K. Rösner építész halála után Friedrich von Schmidt vette át a diakovári Szent István-székesegyház építésének befejezését. Bollé eleinte csak a diakovári székesegyház Schmidt-projektjein dolgozott, de idővel függetlenné vált, és a diakovári projekt egy részét már egyedül végezte el. Ugyanabban az évben, amikor először érkezett Diakovárra, elkezdte a zágrábi Szent István-templom Marko Schmidt tervei szerinti helyreállításának építészeti felügyeletét, aki rábízta az Akadémia épületének építését és a zágrábi székesegyház felújítását is, így Bollé 1878-ban végleg Zágrábban telepedett le. Rögtön többfelől is kapott újabb megrendeléseket, és intenzív építészeti, társadalmi-kulturális és pedagógiai tevékenységbe kezdett.
Számos épületet restaurált és épített historikus stílusban Horvátországban (köztük az Iparművészeti Múzeum és a Szakiskola, valamint a zágrábi Mirogoj temető épületeit). Romantikus stílusban restaurálta és újatotta fel a máriabesztercei zarándokkomplexumot, a katedrálist és az érseki palotát, valamint több zágrábi káptalani házat. Az ő tervei alapján készültek a zágrábi városi rendezési terv részletei, és részt vett Zágráb várostervezésének minden fontos kérdésében. Az iparművészet terén elért eredményeinek, munkáinak száma szinte végtelen, a bútoroktól a színházi jelmezekig és produkciókig, ólomüveg ablakokon, ékszereken, étkészleteken át a lámpákig.
Bollé szociokulturális és pedagógiai tevékenysége is kiterjedt volt. Aktív tagja volt a Művészeti Társaságnak, egyik alapítója és igazgatója az Iparművészeti Múzeumnak és a Kézműves Iskolának, melynek keretében megalapította az Építőipari Iskolát, melyet 32 évig vezetett. Diákokkal és tanárokkal együtt a világ nagy kiállításain (1882-ben Trieszt, 1882-ben Budapest, 1885-ben és 1886-ban Budapest, 1900-ban Párizs) vett részt, számos értékes elismerésben és kitüntetésben részesült. A munkásságával kapcsolatban máig tartó viták ellenére Bollé kétségtelenül döntő szerepet játszott Zágráb várostervezésében a 19. század második felében.

## Üzenete
2014 januárjában a zágrábi székesegyház déli harangtornyának 102. méterénél található „AD 1898” felirat mögött találták meg Hermann Bollé utókornak szánt írásos üzenetét. Két pergament tett egy kis üvegkapszulába, de a nedvesség tönkretette őket. Csak a Horvát Állami Levéltár laboratóriumában végzett eljárással sikerült megfejteni, hogy ki hagyta ránk őket. Az üzenetben Bollé azt írta: „Adja Isten, hogy amikor évszázadok után újra előkerül ez az üzenet... minden horvátot jó katolikusként, dicsőséges, egységes és szabad népként találjon”. 

## Munkái

### Ő építette, vagy részt vett az építésében

#### Zágráb
- a Horvát Tudományos és Művészeti Akadémia palotája
- Szent József intézet, azaz a Magdolna kolostor a Nazorova utcában (1879)
- a Kaptol 6. szám alatti kúria (1880 után)
- a Nova vesa 5. szám alatti kúria (1880-1882)
- szemináriumi kápolna Kaptolban (1880 óta)
- kémiai laboratórium a Strossmayer téren (1882-1884)
- zágrábi evangélikus templom (1881 – 1884)
- Iparművészeti Múzeum és kézműves iskola épülete (1882-1892)
- Pongrátz-palota a Jelačić téren (1882 – 1884, 1937-ben lebontották)
- Mirogoj temető (árkádok, ravatalozó, Krisztus Király kápolna, kápolna a temető ortodox részében és számos műemlék, 1883 - 1914)
- a Kaptol 21. szám alatti kúria (1885)
- a Weiss villa Prekrižjében (1890, a két háború között lebontva)
- egyszintes lakóépület a Dalmatinska 10. szám alatt (1890)
- kápolna az Ilirski téren (1892)
- kétszintes lakóépület a J. Žerjavića utca 4. szám alatt (1893)
- Medulićeva tanárképző iskola (K. Waidmannal, 1893)
- Művészeti műtermek az Ilica 85. szám alatt (V. Bukovaccal együttműködve, 1894).

#### Máshol Horvátországban
- Diakovári székesegyház (1876 – 1883, részt vett az építkezés irányításában, tervezők: Karl Rösner és F. Schmidt)
- eszéki középiskola (1880-tól)
- Pejácsevich-sírkápolna Nekcsén (1881)
- a Jelačić család síremléke a zaprešići Novi dvoriban (1884)
- tounji plébániatemplom (1886 – 1897)
- fatemplom a túrmezei Gustelnicában (1889)
- jegyzői ház a budinščinai Weiss-birtokon (1890)
- plébániatemplom és kúria a Károlyváros melletti Šišljavićban (1892 óta)
- plébániatemplom a Gračac melletti Štikadában (1894)
- Szent Márton plébániatemplom Dugo Seloban (1895)
- az első világháború elesett hőseinek emlékműve a károlyvárosi katonai temetőben (1918).
- tervei szerint készült az a kereszt, amely1957 óta áll a kutenyai későbarokk Havas Boldogasszony templom előtt

#### Horvátországon kívül
- Horvát pavilon a trieszti világkiállításon (1882)
- a szerémségi Erdővég plébániatemploma (1885 – 1890)
- erdészeti pavilon a Budapesti Millenniumi Kiállításon (1896)
- vincellérház az Odescalchi-birtokon Višnjevciben, a Szerémségben (1903)
- Đurišić családi sírkápolna Árpatarlón (1910)
- plébániatemplom és kúria a szerémségi Csálában (1914, a második világháborúban lerombolták)
- az árpatarlói Taschner sírkápolna (1923 körül).

### Felújított és restaurált épületek

#### Zágráb
- Szent Márk-templom (F. Schmidt tervei alapján, általa felügyelve, 1877 – 1880)
- Zágrábi katedrális és az érseki palota (1880 – 1905)
- granešinai templom (1880)
- 2, 3, 4, 20, 21, 26. számú káptalanházak (önállóan vagy együttműködve, 1880 után)
- Szent Katalin-templom homlokzata (1880 után)
- Ferences templom (1881-1902)
- remeti templom (1881 óta)
- az ortodox templom belseje (1882-1894)
- az Ilica 45. szám alatti épület (1882, átépített)
- a Jelačić tér 1. szám alatti épület (1882, eltávolítva)
- Görögkatolikus Szent Cirill és Metód-templom (1883-1885)
- az Opatička 10. szám alatti imaház és tanterem (1892)
- Szentlélek-kápolna (1893-tól).

#### Máshol Horvátországban
- kőrösi Szent Anna plébániatemplom (1878-1890)
- máriabesztercei zarándokkomplexum (1878 – 1883)
- a Nagygorica melletti Dubranec plébániatemploma (1883-1889)
- a Zágráb melletti Resnik temploma (1887)
- a muraközi Belica plébániatemploma (1890)
- az Ozaly melletti Kašt temploma (1892)
- újlaki ferences templom (1892 – 1909)
- kőrösi görög katolikus székesegyház (1892 óta)
- kostajnicai ferences templom és kolostor (1892)
- Nagygorica plébániatemploma (1893)
- Püspöki templom és palota Pakrácban (1893)
- Szűz Mária kápolna Gornja Stubicában (1896 előtt)
- belovári Szentháromság ortodox templom (1897)
- verőcei ferences templom (1899).

#### Horvátországon kívül
- a Pétervárad melletti Tekia Havas Boldogasszony zarándokkápolnája (1881)
- a Zimony melletti Franjindol plébániatemploma (1888)
- a szerémségi Görgeteg kolostora és temploma (1899).

### Zágrábi köztéri alkotásai
- Kaptol-kút (Schmidttel együttműködve, 1882)
- szökőkút a Zrinjevacon (1891-1893)
- meteorológiai oszlop a Zrinjevacon (1894)
- a Botanikus kert kerítése és portálja (1894)
- a Bogoštovlja és az Opatička 10. szám alatti oktatási épület kerítése (1894).

## Fordítás
- Ez a szócikk részben vagy egészben  a   Hermann Bollé című horvát Wikipédia-szócikk ezen változatának fordításán alapul.  Az eredeti cikk szerkesztőit annak laptörténete sorolja fel. Ez a jelzés csupán a megfogalmazás eredetét és a szerzői jogokat jelzi, nem szolgál a cikkben szereplő információk forrásmegjelöléseként.